# Akif Asgarov
Akif Izzatulla oglu Asgarov (en azerí: Akif İzzətulla oğlu Əsgərov; Najicheván, 1 de mayo de 1940 - Bakú, 18 de noviembre de 2023) fue un escultor de Azerbaiyán, galardonado con el título "Artista del pueblo de la República de Azerbaiyán" en 2018.

## Biografía
Akif Asgarov nació el 1 de mayo de 1940 en la ciudad de Najicheván. Entre 1958 y 1963 estudió en la Escuela Estatal de Arte de Azerbaiyán en nombre de Azim Azimzade. Después continuó su educación el la Academia Imperial de las Artes entre 1963 y 1969.
Desde 1970 hasta 1972 fue miembro de la Unión de Artistas de la Unión Soviética. Las obras del escultor se conservan en el Museo de Arte de Volgogrado, la Galería Tretiakov, museos y colecciones privadas en Francia, Alemania, Estados Unidos, Turquía e Inglaterra. El 10 de febrero de 2016 Akif Asgarov fue elegido miembro honorario de la Academia de las Artes de Rusia. Fue profesor de la Academia Estatal de Arte de Azerbaiyán. En 1997 se celebró en Bakú una exposición personal del escultor.
Akif Asgarov falleció el 18 de noviembre de 2023 en la ciudad de Bakú.

## Premios y títulos
- Artista de Honor de la República de Azerbaiyán (2002)[5]
- Artista del pueblo de la República de Azerbaiyán (2018)[6]
- Orden de Trabajo (2020)[7]